# Oratemnus curtus
Oratemnus curtus är en spindeldjursart som först beskrevs av Beier 1954.  Oratemnus curtus ingår i släktet Oratemnus och familjen Atemnidae. Inga underarter finns listade i Catalogue of Life.